# Seznam kulturních památek v Petrovicích (okres Příbram)
Tento seznam nemovitých kulturních památek v obci Petrovice v okrese Příbram vychází z  Ústředního seznamu kulturních památek ČR, který na základě zákona č. 20/1987 Sb., o státní památkové péči, vede Národní památkový ústav jako ústřední organizace státní památkové péče. Údaje jsou průběžně upřesňovány, přesto mohou obsahovat i řadu věcných a formálních chyb a nepřesností či být neaktuální. 
Pokud byly některé části dotčeného území vyčleněny do samostatných seznamů, měly by být odkazy na tyto dílčí seznamy uvedeny v úvodu tohoto seznamu nebo v úvodu příslušné sekce seznamu.

## Petrovice
|  | Kategorie „Petrovice 47 (Příbram District) “ na Wikimedia Commons | Hledat fotografie a kategorie ve Wikimedia Commons podle rejstříkového čísla památky | Nahrát snímek k tomuto tématu do úložiště Wikimedia Commons |  |

|  | Kategorie „Church of Saints Peter and Paul in Petrovice (Příbram District) “ na Wikimedia Commons | Hledat fotografie a kategorie ve Wikimedia Commons podle rejstříkového čísla památky | Nahrát snímek k tomuto tématu do úložiště Wikimedia Commons |  |

|  |  | Hledat fotografie a kategorie ve Wikimedia Commons podle rejstříkového čísla památky | Nahrát snímek k tomuto tématu do úložiště Wikimedia Commons |  |

|  | Kategorie „Old Jesuit residence in Petrovice “ na Wikimedia Commons | Hledat fotografie a kategorie ve Wikimedia Commons podle rejstříkového čísla památky | Nahrát snímek k tomuto tématu do úložiště Wikimedia Commons |  |

|  | Kategorie „Petrovice Castle (Příbram District) “ na Wikimedia Commons | Hledat fotografie a kategorie ve Wikimedia Commons podle rejstříkového čísla památky | Nahrát snímek k tomuto tématu do úložiště Wikimedia Commons |  |

|  | Kategorie „Statue of Saint Wenceslaus in Petrovice (Příbram District) “ na Wikimedia Commons | Hledat fotografie a kategorie ve Wikimedia Commons podle rejstříkového čísla památky | Nahrát snímek k tomuto tématu do úložiště Wikimedia Commons |  |

## Brod
| Památka                | Fotografie                                                      | Rejstříkové číslo v ÚSKP                                                             | Sídelní útvar                                               | Poloha                                           | Popis a poznámky |
| ---------------------- | --------------------------------------------------------------- | ------------------------------------------------------------------------------------ | ----------------------------------------------------------- | ------------------------------------------------ | --- |
| Vodní mlýn (Q30768644) | \| \| \| \| \| \|                                               | 11417/2-4336 Pam. katalog MIS                                                        | Brod                                                        | Brod 2, 3 49°33′24,76″ s. š., 14°23′42,89″ v. d. | Venkovská usedlost - bývalý mlýn. Velká hospodářská usedlost s vodním mlýnem v úžlabí na soutoku Mezenského a Vavrovského potoka, mezi osadami Radešice a Bratříkovice. Sedm objektů seskupených kolem obdélného dvora. Předmětem ochrany je roubené obytné stavení čp. 2, špýchar I (roubená dvoukomorová sýpka), špýchar II (roubená komora s kolnou), stodola, mlýn čp. 3, rybník s náhonem a pozemky parc. č. st. 67/1, 67/2, 67/3, 78 a parc. č. p. 1038/1, 1980 a 1981. V prostředí památky se nachází ještě nechráněné chlívce, nový obytný dům čp. 1 a sad s kamenným tarasem. - roubené obytné stavení čp. 2, špýchar I (roubená dvoukomorová sýpka), špýchar II (roubená komora s kolnou), stodola, (chlívec), st. 67/1 - st. 67/2, 67/3 - mlýn čp. 3, st. 78 - rybník s náhonem - pp. 1038/1, 1039, 1751/1 V prostředí památky se nacházejí ještě nechráněné chlívce, nový obytný dům čp. 1 a sad s kamenným tarasem. Poznámka: MonumNet uvádí v kolonce adresy jen čp. 2, památkový katalog jen čp. 1. Památkově chráněno od 8. října 1996. |
|                        | Kategorie „Watermill in Brod (Petrovice) “ na Wikimedia Commons | Hledat fotografie a kategorie ve Wikimedia Commons podle rejstříkového čísla památky | Nahrát snímek k tomuto tématu do úložiště Wikimedia Commons |                                                  | |

## Kojetín
|  |  | Hledat fotografie a kategorie ve Wikimedia Commons podle rejstříkového čísla památky | Nahrát snímek k tomuto tématu do úložiště Wikimedia Commons |  |

|  |  | Hledat fotografie a kategorie ve Wikimedia Commons podle rejstříkového čísla památky | Nahrát snímek k tomuto tématu do úložiště Wikimedia Commons |  |

## Kuníček
| Památka                                | Fotografie                                                       | Rejstříkové číslo v ÚSKP                                                             | Sídelní útvar                                               | Poloha                                | Popis a poznámky                                                         |
| -------------------------------------- | ---------------------------------------------------------------- | ------------------------------------------------------------------------------------ | ----------------------------------------------------------- | ------------------------------------- | ------------------------------------------------------------------------ |
| Morová kaplička svaté Anny (Q37449180) | \| \| \| \| \| \|                                                | 20343/2-2460 Pam. katalog MIS                                                        | Kuníček                                                     | 49°33′43,98″ s. š., 14°19′8,13″ v. d. | Kaplička morová, sv. Anny · Zapsáno do státního seznamu před rokem 1988. |
|                                        | Kategorie „Chapel of Saint Anne (Kuníček) “ na Wikimedia Commons | Hledat fotografie a kategorie ve Wikimedia Commons podle rejstříkového čísla památky | Nahrát snímek k tomuto tématu do úložiště Wikimedia Commons |                                       |                                                                          |

## Obděnice
|  | Kategorie „Obděnice (castle) “ na Wikimedia Commons | Hledat fotografie a kategorie ve Wikimedia Commons podle rejstříkového čísla památky | Nahrát snímek k tomuto tématu do úložiště Wikimedia Commons |  |

|  |  | Hledat fotografie a kategorie ve Wikimedia Commons podle rejstříkového čísla památky | Nahrát snímek k tomuto tématu do úložiště Wikimedia Commons |  |

|  | Kategorie „Church of the Assumption of the Virgin Mary (Obděnice) “ na Wikimedia Commons | Hledat fotografie a kategorie ve Wikimedia Commons podle rejstříkového čísla památky | Nahrát snímek k tomuto tématu do úložiště Wikimedia Commons |  |

## Porešín
| Památka                    | Fotografie        | Rejstříkové číslo v ÚSKP                                                             | Sídelní útvar                                               | Poloha                                           | Popis a poznámky                                        |
| -------------------------- | ----------------- | ------------------------------------------------------------------------------------ | ----------------------------------------------------------- | ------------------------------------------------ | ------------------------------------------------------- |
| Usedlost čp. 3 (Q30856622) | \| \| \| \| \| \| | 102226 Pam. katalog MIS                                                              | Porešín                                                     | Porešín 3 49°32′18,46″ s. š., 14°21′44,44″ v. d. | Venkovská usedlost Památkově chráněno od 8. února 2007. |
|                            |                   | Hledat fotografie a kategorie ve Wikimedia Commons podle rejstříkového čísla památky | Nahrát snímek k tomuto tématu do úložiště Wikimedia Commons |                                                  |                                                         |

## Týnčany
|  | Kategorie „Chapel of Saint John of Nepomuk (Týnčany) “ na Wikimedia Commons | Hledat fotografie a kategorie ve Wikimedia Commons podle rejstříkového čísla památky | Nahrát snímek k tomuto tématu do úložiště Wikimedia Commons |  |

|  |  | Hledat fotografie a kategorie ve Wikimedia Commons podle rejstříkového čísla památky | Nahrát snímek k tomuto tématu do úložiště Wikimedia Commons |  |

## Zahrádka
| Památka                    | Fotografie        | Rejstříkové číslo v ÚSKP                                                             | Sídelní útvar                                               | Poloha                                           | Popis a poznámky |
| -------------------------- | ----------------- | ------------------------------------------------------------------------------------ | ----------------------------------------------------------- | ------------------------------------------------ | --- |
| Zámek Zahrádka (Q30764676) | \| \| \| \| \| \| | 14625/2-2962 Pam. katalog MIS                                                        | Zahrádka                                                    | Zahrádka 1 49°33′14,32″ s. š., 14°18′1,91″ v. d. | Barokní zámek z poloviny 18. století. V roce 2007 zbořen. · Poznámka: Snímek zachycuje celkový pohled na areál bývalého zámku (po jeho zboření) a přilehlých hospodářských budov od jihovýchodu. · Zapsáno do státního seznamu před rokem 1988. |
|                            |                   | Hledat fotografie a kategorie ve Wikimedia Commons podle rejstříkového čísla památky | Nahrát snímek k tomuto tématu do úložiště Wikimedia Commons |                                                  | |

## Žemličkova Lhota
| Památka               | Fotografie        | Rejstříkové číslo v ÚSKP                                                             | Sídelní útvar                                               | Poloha                                                  | Popis a poznámky                                       |
| --------------------- | ----------------- | ------------------------------------------------------------------------------------ | ----------------------------------------------------------- | ------------------------------------------------------- | ------------------------------------------------------ |
| Dům čp. 5 (Q38233420) | \| \| \| \| \| \| | 103405 Pam. katalog MIS                                                              | Žemličkova Lhota                                            | Žemličkova Lhota 5 49°33′49,9″ s. š., 14°22′6,57″ v. d. | Venkovský dům Památkově chráněno od 29. prosince 2008. |
|                       |                   | Hledat fotografie a kategorie ve Wikimedia Commons podle rejstříkového čísla památky | Nahrát snímek k tomuto tématu do úložiště Wikimedia Commons |                                                         |                                                        |